# Красота по-английски
«Красота по-английски» (англ. Stage Beauty) — художественный фильм-мелодрама режиссёра Ричарда Эйра, совместное производство Великобритании, Германии и США.

## Сюжет
Англия. Вторая половина XVII века. Актёр Эдвард Кинастон играет женские роли в шекспировских пьесах. Но решение короля Карла II разрешить женщинам выступать в театре оставляет его без работы.
Пока молодой и успешный актёр, звезда театра, Нед (Эдвард) Кинастон (Билли Крудап) блистает на подмостках, исполняя женские роли, как было принято в то время, влюблённая в него костюмерша Мария (Клэр Дейнс) мечтает о том, как выйти на сцену, запоминая все движения и манеру игры своего кумира. Но Нед привык играть роль женщины и в жизни, он относится к Марии как к другу, к тому же играть в театре женщинам официально запрещено.
Мария нарушает закон, поучаствовав в постановке малоизвестного театра, как некая Маргарет Хьюз, и на следующий день становится скандальной знаменитостью, первой женщиной на английской сцене. Её приглашают на королевский приём, где она производит впечатление, результатом которого становится указ короля Карла II, разрешающий только женщинам играть женские роли. Мужчинам отныне исполнять их запрещено. Так Мария становится звездой, а Нед Кинастон теряет положение, профессию, покровителей и единственную подругу.
Стремительно разворачивающиеся события и интриги вокруг актёров, переживающих душевные терзания и попытки найти своё место в новом для них театральном мире, в конце концов приводят к тому, что отныне для игры требуется новый подход, в котором Нед и Мария обязаны помочь друг другу.

## В ролях
| Актёр           | Роль                                |
| --------------- | ----------------------------------- |
| Билли Крудап    | Эдвард Кинастон                     |
| Клэр Дейнс      | костюмерша Мария / Маргарет Хьюз    |
| Руперт Эверетт  | король Карл II                      |
| Бен Чаплин      | Джордж Вильерс, 2-й герцог Бекингем |
| Ричард Гриффитс | сэр Чарльз Седли                    |
| Том Уилкинсон   | директор театра мистер Беттертон    |
| Хью Бонневилль  | театральный критик Сэмюэль Пипс     |
| Зои Таппер      | любовница короля Нелл Гвин          |
| Эдвард Фокс     | Эдуард Хайд                         |
| Том Холландер   | сэр Питер Лели                      |

## Производство
Производство «Qwerty Films», «N1 European Film Produktions GmbH & Co. KG», «Artisan Entertainment», «BBC Films», «Lions Gate Films», «Momentum Pictures», «Returning Productions», «Tribeca Productions»

## Награды и номинации
Фильм завоевал три премии, а также одну номинацию.